# Волошин, Николай Анатольевич

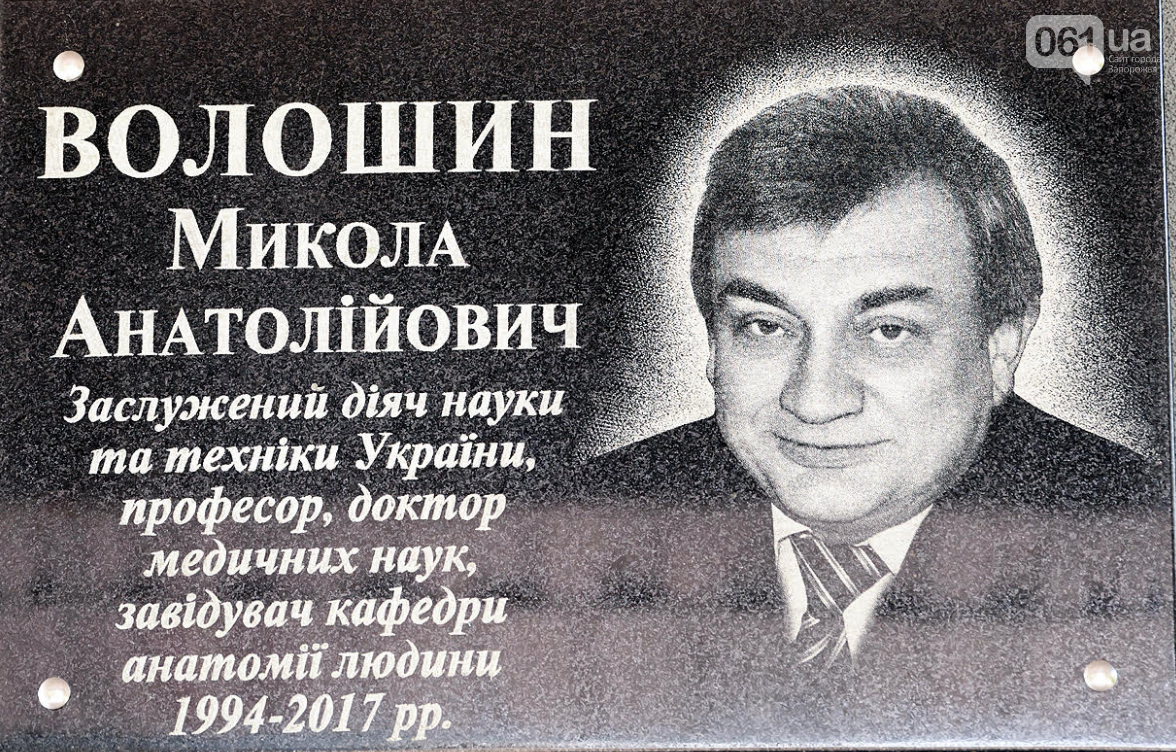
Памятная доска на корпусе анатомии

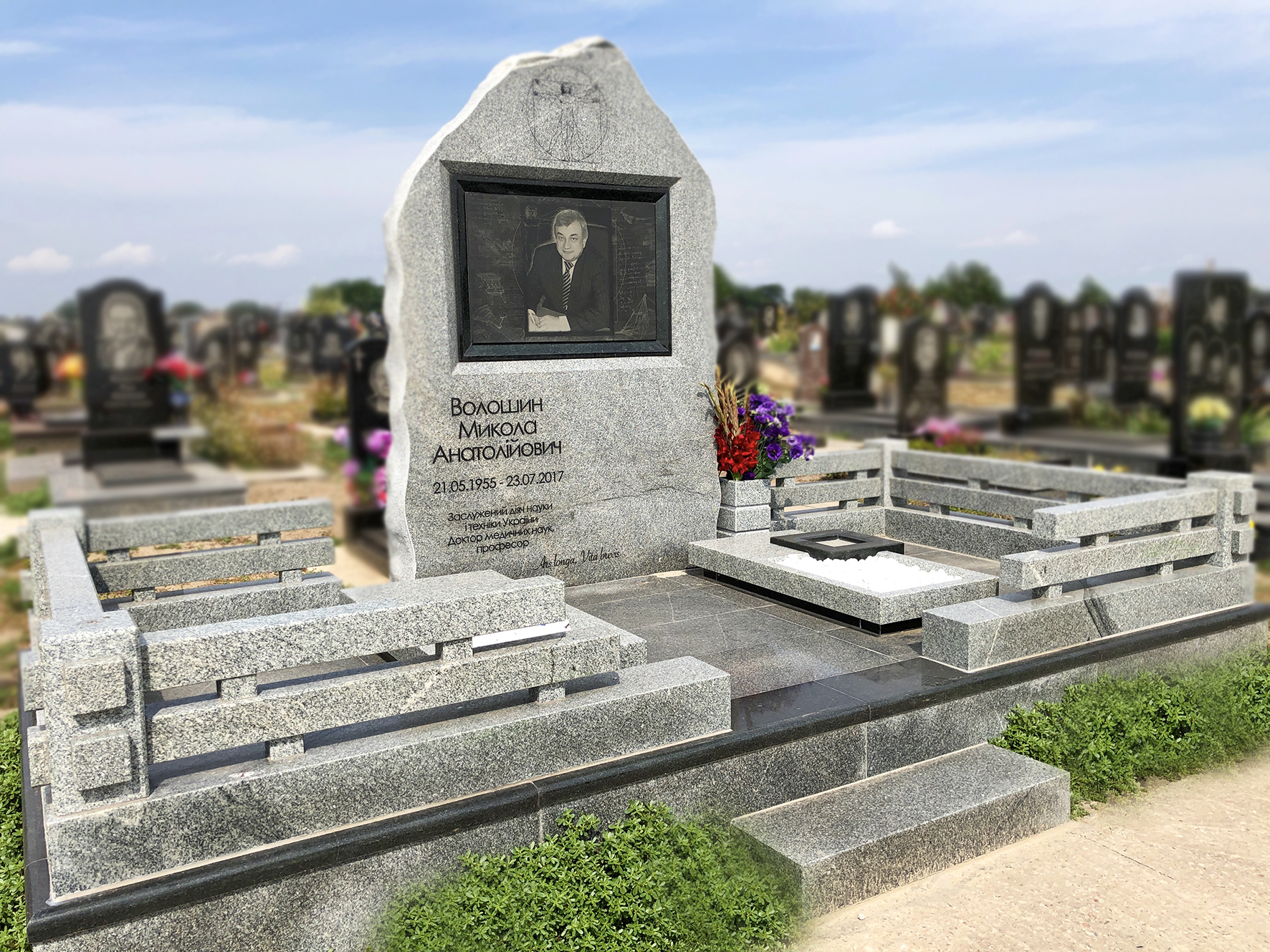
Могила на Кладбище Святого Николая (Запорожье)

Никола́й Анато́льевич Воло́шин (21 мая 1955, Кривой Рог, Днепропетровская область — 23 июля 2017, Запорожье) — советский и украинский учёный медик. Доктор медицинских наук (1990), профессор (1992), академик Международной академии интегративной антропологии, первый вице-президент Общества анатомов, гистологов, эмбриологов и топографоанатомов Украины. Заслуженный деятель науки и техники Украины (2011).

## Биография
Родился 21 мая 1955 года в городе Кривой Рог Днепропетровской области.
В 1978 году с отличием окончил Запорожский государственный медицинский институт.
В 1978—1979 годах — врач-интерн рентгенолог в Запорожской областной клинической больнице.
В 1979—1982 годах учился в аспирантуре на кафедре анатомии человека Запорожского государственного медицинского института (научный руководитель — профессор Яхница Александр Гаврилович).
В 1982 году — ассистент кафедры анатомии человека. В 1983 году защитил кандидатскую диссертацию «Особенности морфогенеза тимуса в антенатальном и постнатальном периодах в норме и после внутриутробного введения антигена» в Крымском медицинском институте имени С. И. Георгиевского.
В 1985—1988 годах — секретарь комитета комсомола института.
В 1988—1990 годах — младший научный сотрудник в Центральной научно-исследовательской лаборатории родного института, руководитель иммуноморфологического отдела.
В 1990 году защитил докторскую диссертацию «Закономерности строения и морфогенеза эпителиальных канальцев вилочковой железы в раннем постнатальном периоде» в специализированном совете Университета дружбы народов имени Патриса Лумумбы (Москва) по двум специальностям: гистология, цитология и эмбриология. Научные консультанты — профессора Нина Алексеевна Юрина и Александр Гаврилович Яхница.
В 1991 году — учёный секретарь. В 1991—1994 годах — профессор кафедры анатомии человека и по совместительству заведующий Центральной научно-исследовательской лаборатории иммуноморфологии.
В 1992 году присвоено учёное звание профессора.
В 1994—2017 годах — заведующий кафедрой нормальной анатомии человека, с 2009 года — заведующий кафедрой анатомии человека, топографической анатомии и оперативной хирургии.
В 2001—2003 годах — проректор по научной работе Запорожского государственного медицинского университета.
В 2000—2004 годах — член диссертационного совета при Крымском государственном медицинском университете.
С 2010 года — член диссертационного совета при Запорожском государственном университете.
В 2004—2010 годах — эксперт ВАК Украины.
Умер 23 июля 2017 года в городе Запорожье.

## Научная деятельность
Автор 350 научных работ и учебно-методических работ, 10 монографий, 37 изобретений и патентов, учебника «Анатомия человека».
Член правления АГЕТ (Научное общество анатомов, гистологов, эмбриологов и топографоанатомов Украины), глава Запорожского отделения. Делегат Европейской Федерации экспериментальной морфологии (Женева).
Автор методических пособий и рекомендаций, утверждённых Минздравом Украины: «Основы иммунологии и иммуноморфологии», «Предраковое заболевание шейки матки», «Доклиническое иммуноморфологическое исследование имунотоксического действия лекарственных средств», «Морфологические исследования для оценки иммунотоксичности лекарственных средств».
Участвовал в подготовке и аттестации научно-педагогических кадров высшей квалификации. Под руководством выполнено 6 докторских и 40 кандидатских диссертаций.
Член редакционного совета профессиональных журналов «Украинский морфологический журнал» (Луганск), «Мир биологии и медицины» (Полтава), «Таврический медико-биологический журнал» (Симферополь), «Клиническая анатомия и оперативная хирургия» (Черновцы), «Научный вестник Ужгородского университета», серия «Медицина» (Ужгород).
Сформулировал концепцию лимфоцита как фактора морфогенеза органов и тканей и концепцию развития висцеромегалии у новорожденных после внутриутробного действия чужеродных антигенов на лимфоидную систему плода.
Впервые описал эндокринные структуры вилочковой железы (эпителиальные канальцы), обосновал концепции «Лимфоцит как фактор морфогенеза органов и тканей» и «Закономерности развития висцеромегалии у новорожденных после внутриутробного действия чужеродных антигенов на лимфоидную систему плода».
Стал продолжателем дел своего учителя — профессора А. Г. Яхницы.
16—18 сентября 2015 года под руководством проведён VI конгресс анатомов, гистологов, эмбриологов и топографоанатомов Украины.

### Научные труды
- Анатомія людини / І. І. Бобрик, М. А. Волошин. — 2007—2009. — Т. 2, Т. 3. — 327 с. (Рекомендовано ЦМК МОЗ України як підручник для студентів вищих медичних навчальних закладів ІV рівня акредитації).
- Тиотриазолин — фармакологические аспекты и клиническое применение / И. А. Мазур, Н. А. Волошин, И. С. Чекман и др. — Запорожье-Львов: Наутилус, 2005. — 146 с. ISBN 966-8574-01-X.
- Метаболитотропные препараты / И. А. Мазур, И. С. Чекман, И. Ф. Беленичев, Н. А. Волошин и др. — Запорожье, 2007. — 309 с. ISBN 5-225-04144-2.
- Тиотриазолин, тиоцетам, тиодарон в практике врача / Н. А. Волошин, В. А. Визир, И. Н. Волошина. — Запорожье, 2008. — 224 с.
- Скрининг и профилактика рака шейки матки / Н. Н. Волошина, Н. А. Волошин. — Запорожье: Печатный мир, 2010. — 155 с. ISBN 978-966-2333-03-9.
- Тимус новорождённых / Н. А. Волошин, Е. А. Григорьева. — Запорожье, 2011. — 158 с. 142 с.
- Эпонимы в анатомии человека / Н. А. Волошин, Д. В. Мартынов, А. А. Светлицкий, А. В. Чернявский. — Запорожье: Печатный мир, 2011. — 116 с. ISBN 978-966-2333-04-6.
- Волошин Н. А. Влияние антенатальной стимуляции на морфогенез тимуса и селезёнки // Тез. ІІІ Респ. науч. конф. молодых учёных медиков по актуальным вопросам кардиологии, иммунологии неотложной хирургии. — Черновцы, 1981. — С. 209.
- Voloshin N. A., Karzov M. V., Tkachenko Y. P. Thymalinusein Thymomegalia Therapy // Abs. «Rehabilitationofimmunesystem»: Thefirst conference of rehabilitation of immune system. Tsraltubo, 1992. — P. 71.
- Human Anatomy vol. 2. / Voloshyn M. A., Koveshnikov V. G., Kostilenko U. P., Luzin V. I. // Lugansk: Шико, тов. «Віртуальна реальність», 2006.
- Анатомія людини. Т. 2 / Під. ред. В. Г. Ковешнікова; М. А. Волошин, В. Г. Ковешніков, Ю. П. Костиленко, В. І. Лузін. — Луганськ: Шико, тов. «Віртуальна реальність», 2007, Т. 2. — 260 с.
- Скринінг і профилактика рака шийки матки / Н. М. Волошина, М. А. Волошин. — Запорожье: Печатный мир, 2010. — 155 с.
- Voloshyn N. A., Grygoryeva E. A. Immune system as the mainconductor of morphogenesis // Joint meeting of anatomical societies. Bursa-Turkey, 19—20 May 2011.
- Voloshyn M., Vizir V., Voloshyna I. Circulating cd34 positive cell number is associated with endothelin-1 and transforming growth factor beta-1 // Journal of Hypertension, Vol. 30, e-Supplement A, April 2012. — P. 481.
- 50 років Запорізькому товариству анатомів, гістологів, ембріологів та топографоанатомів / Ю. М. Колесник, М. А. Волошин, В. К. Сирцов, О. А. Григор'єва, О. Г. Кущ // Зб. тез доп. VI конгресу АГЕТ України, «Актуальні питання анатомії, гістології, ембріології та топографічної анатомії», Запоріжжя, 2015. — С. 109—112.

## Награды
- Заслуженный деятель науки и техники Украины (2011).

## Память
- 2 октября 2020 года в ЗГМУ состоялось чествование основателей анатомической школы университета[5], учёных, стоявших у истоков создания кафедры нормальной анатомии: профессоров Николая Волошина и Александра Яхницы. В честь учёных на фасаде анатомического корпуса были открыты памятные доски.